# Bodtjärnarna, Medelpad
Bodtjärnarna är en sjö i Ånge kommun i Medelpad och ingår i Ljungans huvudavrinningsområde.